# La Maison Deschênes
Pour les articles homonymes, voir Deschênes.
La Maison Deschênes était un feuilleton télévisé quotidien québécois en 404 épisodes de 25 puis 50 minutes diffusé entre le 31 août 1987 et le 13 décembre 1990 à Télévision Quatre-Saisons. Il s'agit du premier téléroman diffusé par ce réseau.
En France, le feuilleton a été diffusé à partir du 1er février 1988 sur M6.

## Synopsis
La Maison Deschênes est une maison de couture dirigée par Guillaume Deschênes (Léo Ilial). Valérie Valois y interprète le rôle d'une jeune mannequin, et Andrée Lachapelle tient le rôle de madame Deschênes.

## Fiche technique
- Scénario : Danielle Aubry, Suzanne Aubry, Michèle Bazin, Jocelyne Beaulieu, Janette Bertrand, Bernard Dansereau, Jean-Pierre Liccioni, Annie Piérard, Raymond Plante, François Renaud, Léopold St-Pierre, Denis Thériault
- Réalisation : François Côté, Rachel Guertin, Pierre Savard, Pierrette Villemaire
- Société de production : Prisma Films

## Distribution
- Léo Ilial : Guillaume Deschênes
- Andrée Lachapelle : Françoise Beneix-Deschênes
- Benoît Graton : Jean-François Deschênes
- Marie-Josée Caya : Marthe Deschênes
- François Trottier : Éric Béjart
- Yvon Leroux : Marcel Ouimette
- Élizabeth Lesieur : Monique Dumas
- Anne Létourneau : Carla Marshall
- Lénie Scoffié : Isabelle Paulin
- Gabrielle Mathieu : Nicole Boisvert
- Michel Poirier : Denis Normandin
- Lynne Adams : Martine Keller
- Andrée Cousineau : Julie Pelletier (1987-1990)
- Sylvie Malo : Julie Pelletier (1990)
- Louise Latraverse : Marie-Claude
- Pascal Rollin : François Tanguay
- Yves Soutière : Christian
- Chantal Desroches : Esmé
- Jean-Marie Moncelet : Georges Métivier
- Macha Grenon : Madeleine Rey
- Maryse Morissette : Sophie D'Anjou
- René Gagnon : Paul Juliani
- Pierre Benoit : Michel Leduc
- Anne Bédard : Gabrielle
- Larry Michel Demers : Yves Dulude
- Claire Riley : Lucie Penfield
- Vincent Graton : David Bouvier
- Daniela Akerblom : Élise Laurin
- Thomas Graton : Luc Ouimette
- Danielle Godin : Valérie
- Valérie Valois : Anita
- Caroline Claveau : Manon Dumas
- Christine Anthony : Caroline
- Dean Brisson : Sylvain
- Michel Labelle : Rock
- Ariane Adams-Chassé : Françoise
- Marie-Chantal Perron : Rita
- Denis Mercier : Daniel
- Michel Daigle : M. Picard
- Daniel Tremblay : M. Lemay
- Ruth Arsenault : Christine
- Sophie Clément : Marité
- Jean Dalmain : Maxime
- Pauline Lapointe : Rita
- Jean Marchand : Bahkesh
- Jean-Pierre Matte : Anton Valrey
- Michel Mondy : Adrien Ma'at
- Joanne Côté : Sarah
- Jean Rossignol : ravisseur
- Daniel Pilon : Laurent Saint-Jacques
- Angèle Coutu : Élizabeth Moreau
- Yves Massicotte : Albert
- Anouk Simard : Marie-Claude Cardinal
- Robert Toupin : Fortier
- Nadia Paradis : Annie Picard
- Patrick Labbé : Nicolas
- Gisèle Trépanier : Dr Gauvin
- Joëlle Morin : Danièle
- Pierre Carl Trudeau : médecin
- Claude Marquis : enquêteur
- Robert Lavoie

## Épisodes
- La première saison était diffusée du lundi au vendredi d'une durée de 25 minutes.
- La deuxième saison était diffusée du lundi au mercredi d'une durée de 25 minutes.
- La troisième saison était diffusée les mardis d'une durée de 50 minutes.